# Roman Schatz
Roman Schatz (nascido em 21 de agosto de 1960 em Überlingen, Baden-Württemberg) é um escritor alemão que também possui seu próprio programa de televisão na Finlândia. Ele nasceu na Alemanha Ocidental em 1960 e mora em Helsinque, Finlândia, desde 1986. Participou de vários programas de televisão, incluindo o seu próprio, intitulado Toisten-TV. Seu primeiro livro, sobre sua experiência na Finlândia, chama-se "From Finland with love - Suomesta rakkaudella".